# پایان خوش (فیلم ۱۹۳۱)
پایان خوش (انگلیسی: The Happy Ending) فیلمی در ژانر درام است.